# Bartın (prowincja)
Prowincja Bartin (tur. Bartin ili) – jednostka administracyjna w północnej Turcji, leżąca na wybrzeżu Morza Czarnego, na obszarze starożytnej Paflagonii.

## Dystrykty

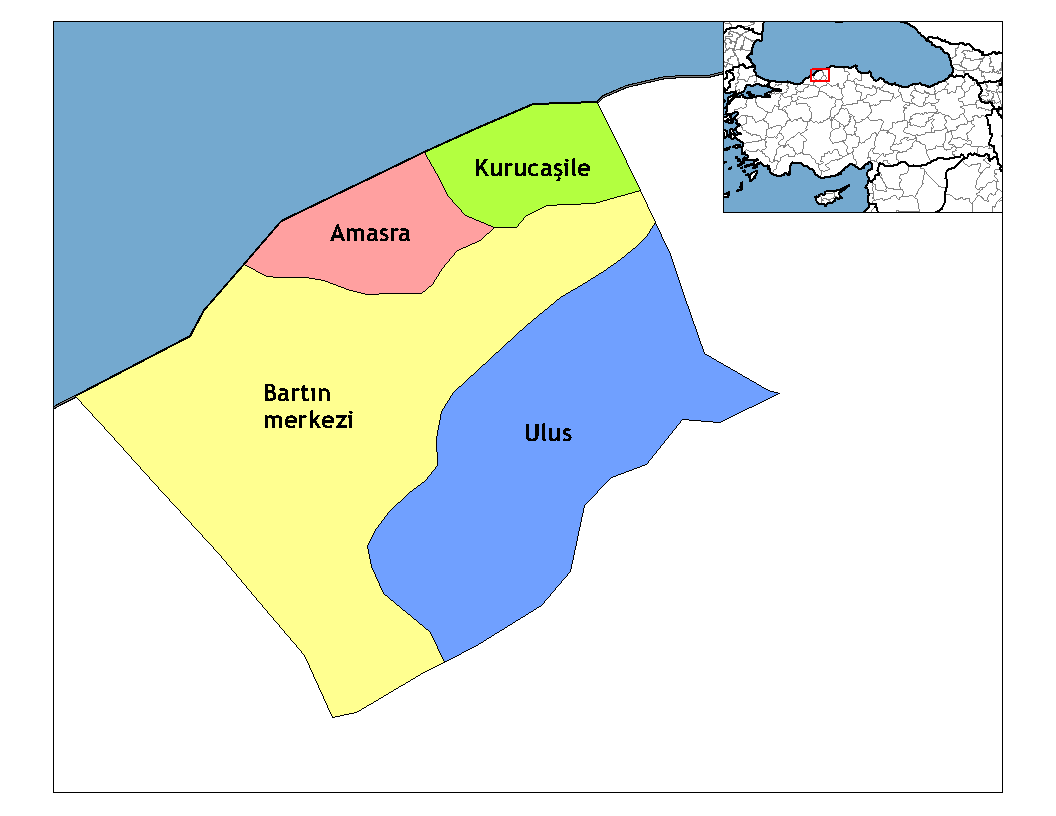
Dystrykty w prowincji Bartin

Prowincja Bartin dzieli się na cztery dystrykty:
- Amasra
- Bartın
- Kurucaşile
- Ulus